# Spoorlijn Tilburg - Turnhout

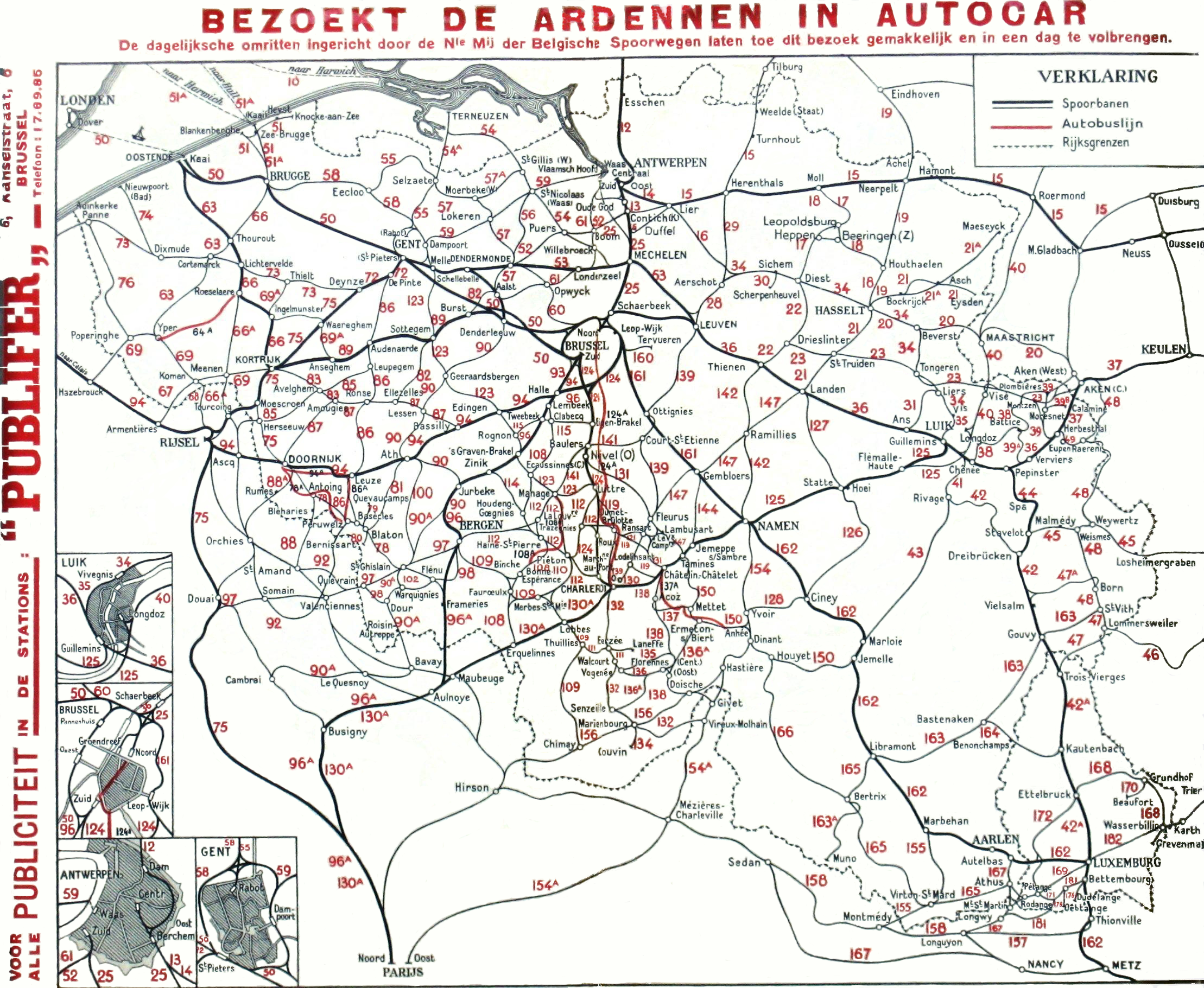
Spoorwegnetwerk België in 1933.

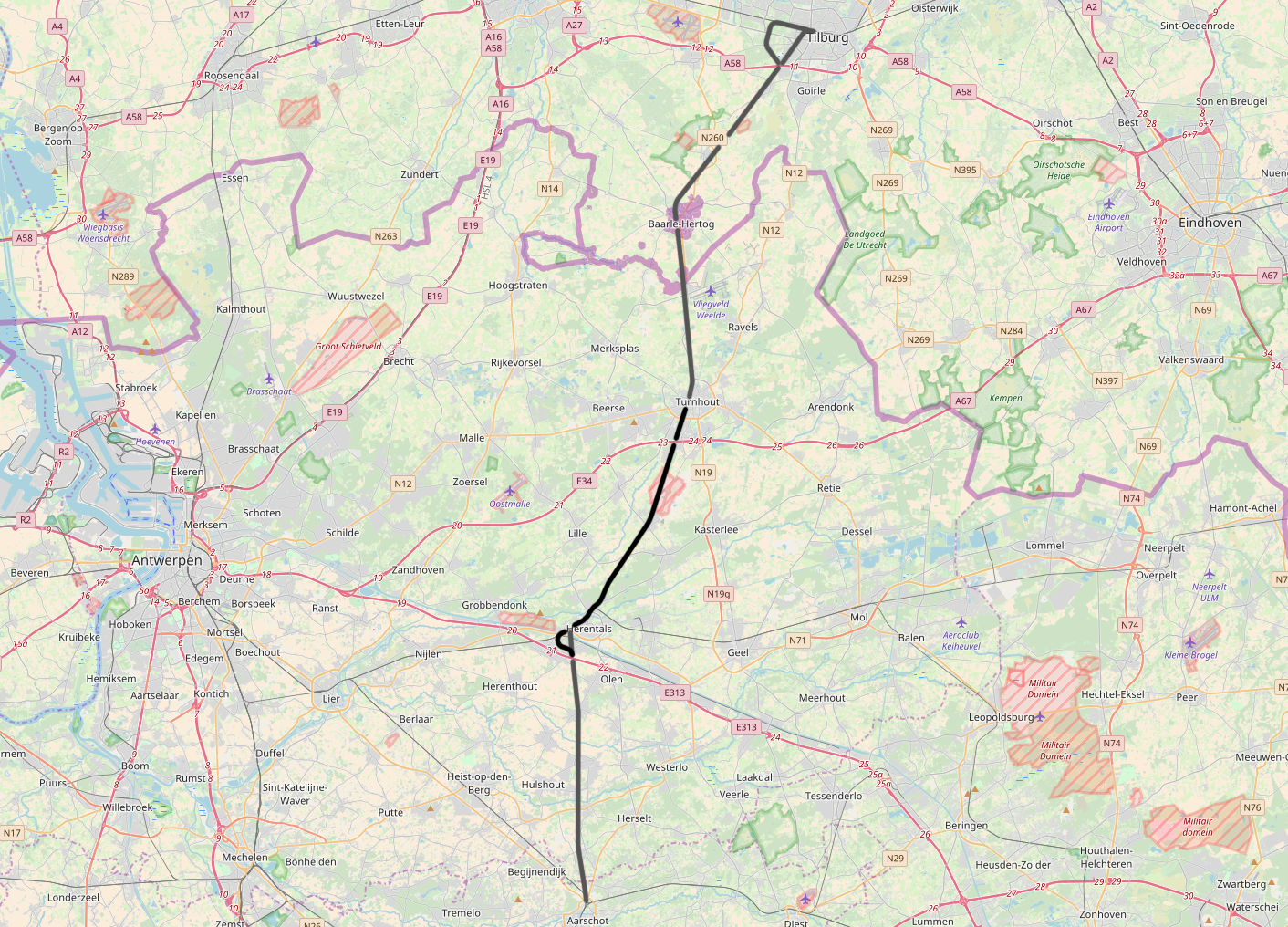
De Belgische spoorlijn 29.

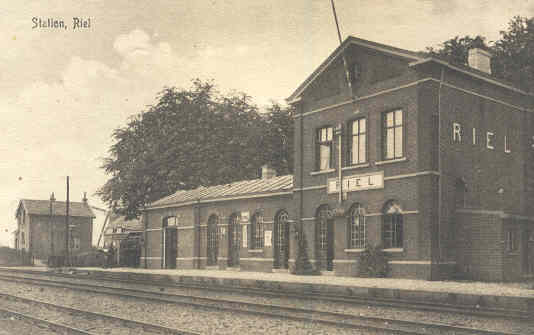
Het stationsgebouw van Riel circa 1915.

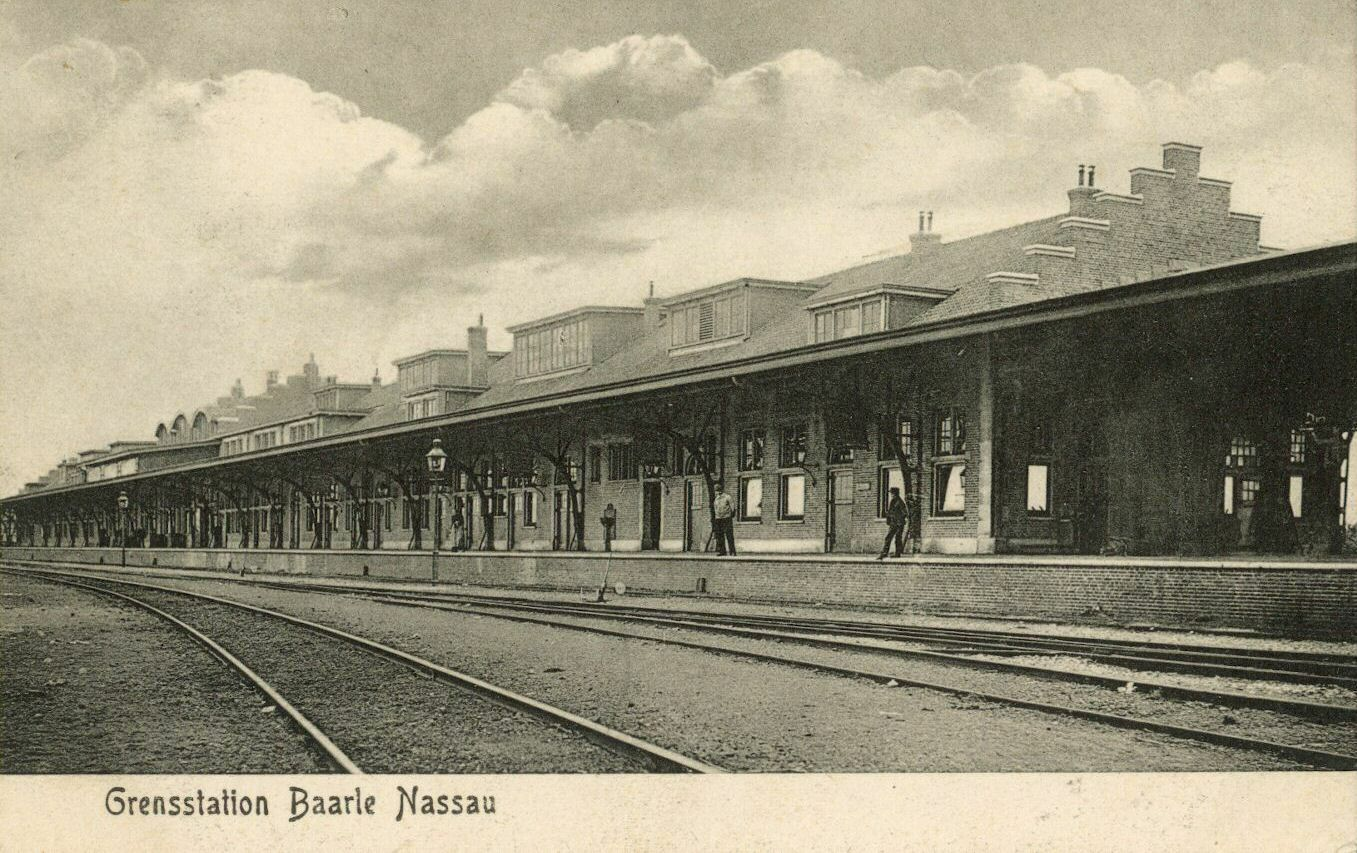
Het Station Baarle-Nassau Grens te Baarle Nassau; circa 1910.

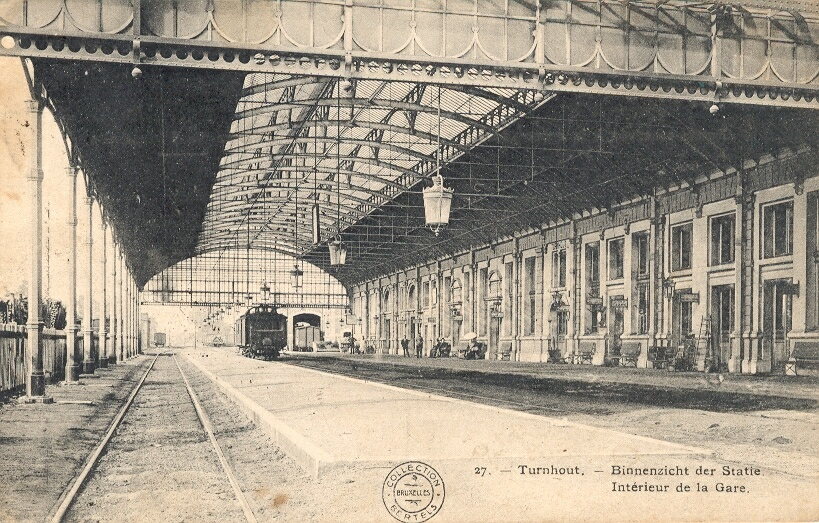
Station Turnhout; circa 1900.

Spoorlijn Tilburg - Turnhout, in de volksmond beter bekend als het Bels Lijntje, was een spoorlijn tussen  Tilburg en Turnhout. Ten noorden van Station Baarle-Nassau Grens vormde dit het Nederlandse deel van Spoorlijn 29. Sinds 1990 is op het tracé van het Bels Lijntje een fietspad aangelegd.

## Stations
De spoorlijn tussen Tilburg en Turnhout telde zeven stations:
- Tilburg (km 31)
- Riel (km 25)
- Alphen (km 18)
- Baarle-Nassau (km 13)
- Baarle-Nassau Grens (km 9)
- Weelde (km 8)
- Turnhout (km 0)

Tevens was er een aftakking naar Goirle voor goederentreinen.

## Geschiedenis
Tot 1865 werd het hele gebied tussen Turnhout en Baarle-Nassau gekenmerkt door uitgestrekte heidevelden. In dat jaar werd gestart met de aanleg van de spoorlijn tussen Turnhout en Tilburg en werd het station Weelde-Merksplas (ten zuiden van de Steenweg op Zondereigen) gebouwd. De spoorlijn werd aangelegd en uitgebaat door de "Grand Central Belge (GCB)", waardoor de spoorlijn in de (Noord-Brabantse) volksmond "Bels lijntje" werd genoemd.

### 1867 - 1973
De verwachtingen over de lijn Turnhout – Tilburg waren te hoog gespannen. Reeds in de beginjaren bleven de activiteiten beneden het verhoopte peil; onder andere doordat de GCB geen concessie meer had om tussen Lier en Turnhout te rijden en door het gereedkomen van de Moerdijkbrug in 1872.
In 1898 werd het Nederlandse deel eigendom van de Staatsspoorwegen. Omdat de verbinding Parijs – Amsterdam via Turnhout – Tilburg het kortst was wilde men de lijn uitbouwen.
In 1900 werd door de Staatsspoorwegen in Nederland de zijlijn Riel - Goirle aangelegd. Deze zijlijn van het 'Bels Lijntje' was in feite een industrieaansluiting naar een aantal textielfabrieken in Goirle. De lijn werd voornamelijk gebruikt voor de aanvoer van kunstmest voor de landbouwers en grondstoffen voor de textielfabrieken zoals H. van Puijenbroek (HaVeP). Op het eindpunt stond een houten goederenloods die later een stenen uitbreiding kreeg.
In 1906 werd het spoorwegemplacement Weelde-Statie / Baarle-Nassau Grens in gebruik genomen. Het emplacement omvatte een stationsgebouw (167 m lengte) naar een ontwerp van G.W. van Heukelom, douaneloodsen aan de Belgische en de Nederlandse zijde, een locomotievenloods met draaischijf, een reservoirgebouw en diverse seinwachtershuisjes. Aan beide zijden van de grens lag een rangeerterrein (24 sporen naast elkaar). Tevens werden er verschillende woningen gebouwd voor trein- en douanepersoneel; dit was het begin van de woongemeenschap op de grens.
Tijdens de Eerste Wereldoorlog werd de lijn door de Duitsers bij de grens met prikkeldraad in tweeën gedeeld, maar na 1918 werd het treinverkeer opnieuw gestart. Dit kreeg echter stilaan concurrentie van het busverkeer. In 1934 werd het personenvervoer definitief gestaakt.
De zijlijn naar Goirle werd reeds tijdens de Tweede Wereldoorlog in 1942 in opdracht van de Duitsers opgebroken. De rails werden aan het oostfront gebruikt. In de bebouwde kom van Goirle werd op de plaats van de spoorlijn een straat aangelegd (met de naam Spoorbaan) en op het eindpunt van de zijlijn kwam een zwembad.
In 1958 werd een omleiding in de lijn opengesteld, dit was noodzakelijk omdat de spoorlijn Breda - Eindhoven op een verhoogde baan kwam te liggen, waarbij de aansluiting in Tilburg verviel. Er werd een omleiding aangelegd, westelijk om Tilburg heen, die een paar kilometer westelijker op de spoorlijn Breda - Tilburg aansloot.
In 1959 werd het grootste deel van het "nieuwe" stationsgebouw van Baarle-Nassau Grens gesloopt (maar de muren van de perrons staan er tot op de dag van heden). De goederentrein reed toen nog tweemaal per dag. Op 1 juni 1973 reed de laatste officiële trein.

### 1973 - heden
Van 1974 tot 1982 reed de Stichting Stoomtrein Tilburg-Turnhout (SSTT) met toeristische stoomtreinritten van Tilburg tot de grens en terug. Echter, al vanaf 1974 werd aan de Nederlandse zijde het onderhoud aan de sporen verminderd. De Belgische spoorwegen gingen nochtans wat langer door met het onderhoud. De treindienst stopte i.v.m. het faillissement van de SSTT.
In 1986 werden de rails en bielzen vanaf Turnhout tot aan de grens verwijderd. In 1987 kreeg de natuurvereniging De Wielewaal het terrein in beheer.
In 1989 werd over de bedding een fietspad aangelegd van Tilburg (Oude Warande) naar Turnhout. Tot 1993 ontbrak er een stuk fietspad tussen Baarle en de grens. Maar vervolgens verdwenen ook aan de Nederlandse kant van de grens de rails en werd in 1993 het fietspad doorgetrokken. Bij de aanleg werd een grote hoeveelheid grond verplaatst, dit voor de aansluiting met het fietspad op Belgisch grondgebied, naar het terrein bij de Zevenhuizenbaan. Alleen bij Alphen kon er een stuk fietspad niet over het spoortraject aangelegd worden, doordat er reeds bebouwing was gerealiseerd.
In 2009 werd ter hoogte van het ven Kleine Klotteraard-Oost een uitzichttoren geplaatst. Deze toren, 13 meter hoog, werd gebouwd in het kader van het Natuurinrichtingsproject Turnhouts Vennengebied-West, in een samenwerking tussen het Agentschap voor Natuur en Bos en de Vlaamse Landmaatschappij. In 2013 kwamen berichten in de media dat Nederlandse en Belgische gemeentes overlegden om mogelijk het Bels Lijntje te laten verbreden, omdat het fietspad te smal zou zijn voor tegemoetkomende groepen fietsers.

## Restanten
Van de voormalige spoorlijnen zijn diverse restanten terug te vinden zoals baanlichamen en diverse bebouwing waaronder stations en wachtposten. Op de volgende locaties zijn restanten terug te vinden:
- Vanaf de spoorlijn Breda - Eindhoven tot aan de Stationsstraat in Alphen is de gehele spoorlijn een wandel- en fietspad.
- Aan de Nieuwveld 3 in Alphen bevindt zich de voormalige wachtpost 14.
- Wachtpost 16 bevindt zich aan de Spoorstraat 65 in Alphen.
- Aan de Boshovensebaan 2 ligt de voormalige wachtpost 18.
- Aan de Boshoven in Baarle-Nassau bevindt zich wachtpost 20.
- Station Baarle-Nassau bevindt zich aan de Stationsstraat 2.
- Tussen Alphen en Baarle-Nassau ligt er een fietspad op het voormalige tracé.
- Aan de Schaluinen 14 bevindt zich wachtpost 26.
- Wachtpost 27 ligt aan de Zevenhuizenbaan 2 in Baarle-Hertog.
- Aan de Grensweg in Turnhout bevinden zich restanten van station Baarle-Nassau Grens, diverse voormalige spoorwoningen en in de bossen achter het voormalige station bevindt zich een ronde kuil waarin vroeger een draaischijf lag.
- Station Weelde-Merksplas bevindt zich aan de Steenweg op Zondereigen 19 in Turnhout.
- Tussen Baarle-Nassau en Weelde-Merksplas ligt er een fiets- en wandelpad op het voormalige tracé.
- Tussen de N117 nabij Weelde-Merksplas en Turnhout bevindt zich grotendeels een wandel- en fietspad op het voormalige tracé.

### Afbeeldingen

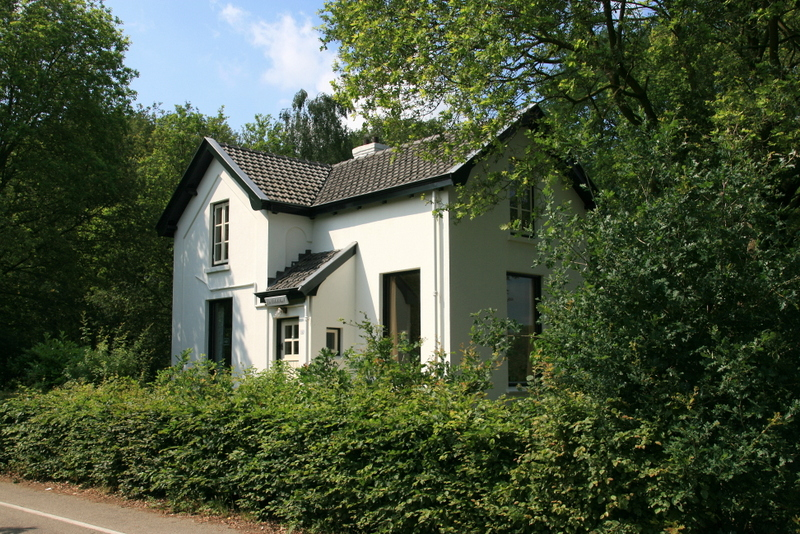
Wachtpost 26 anno 2013.
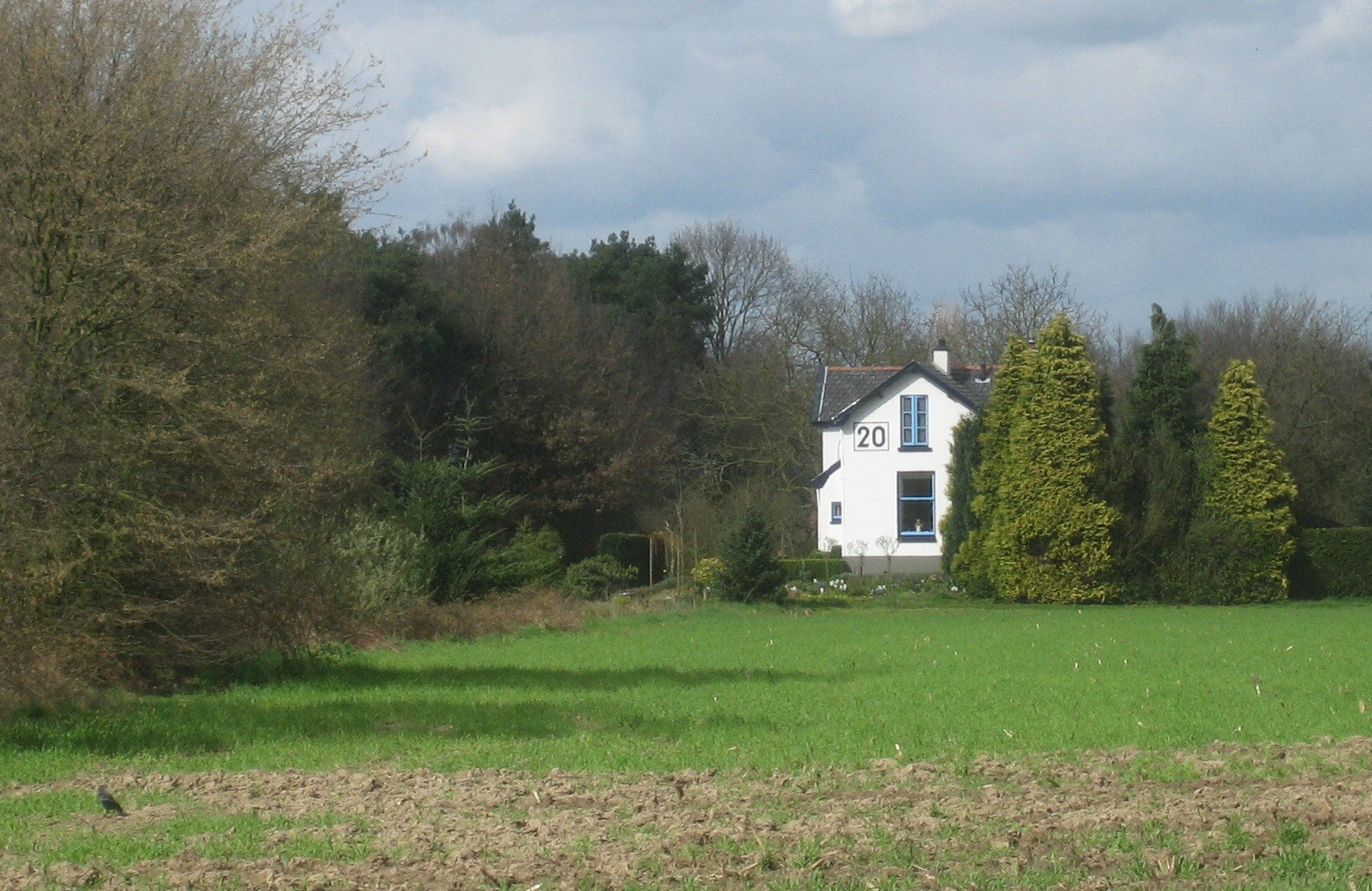
Nogmaals wachtpost 20.
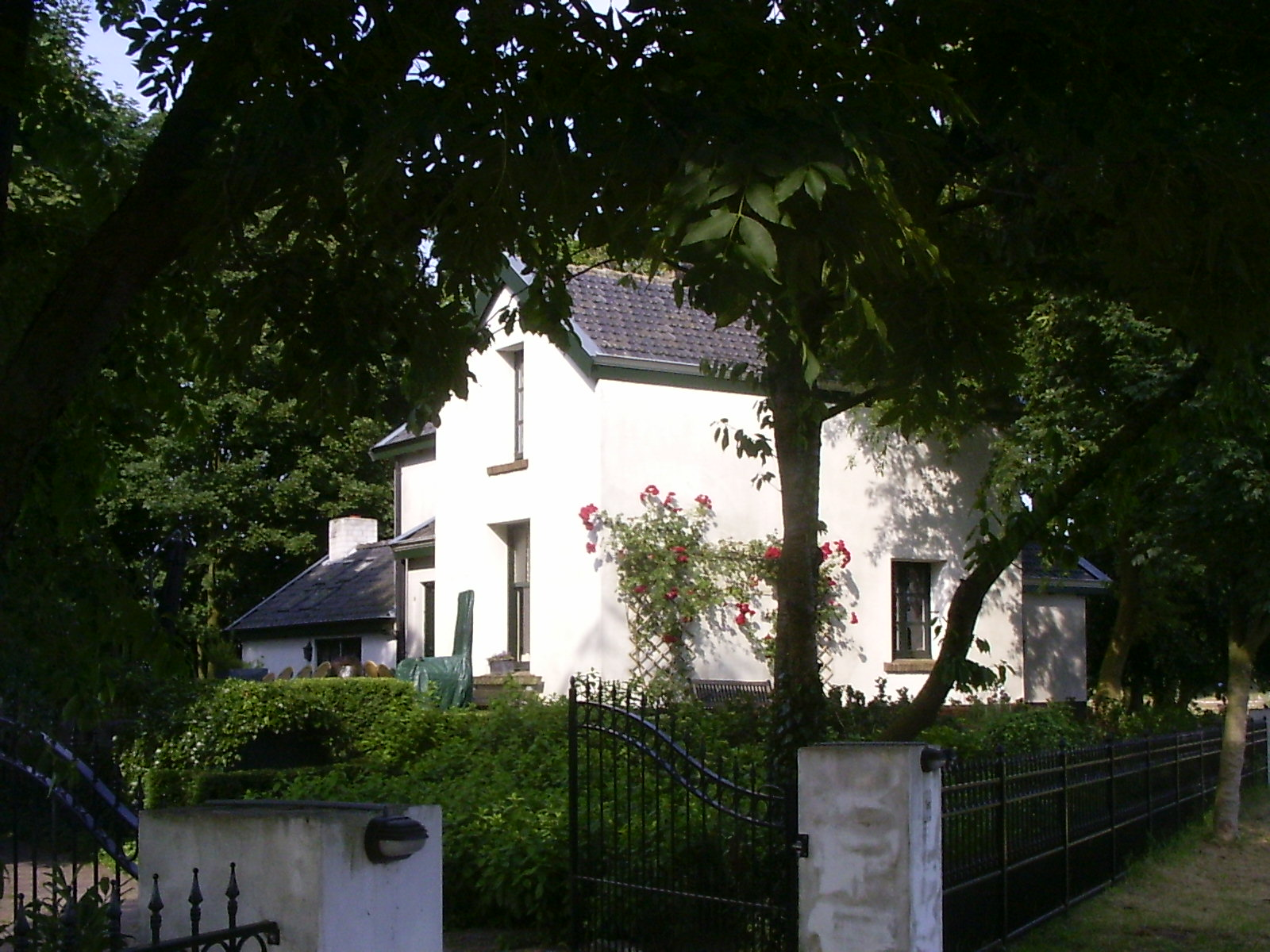
Wachtpost 16 anno 2008.
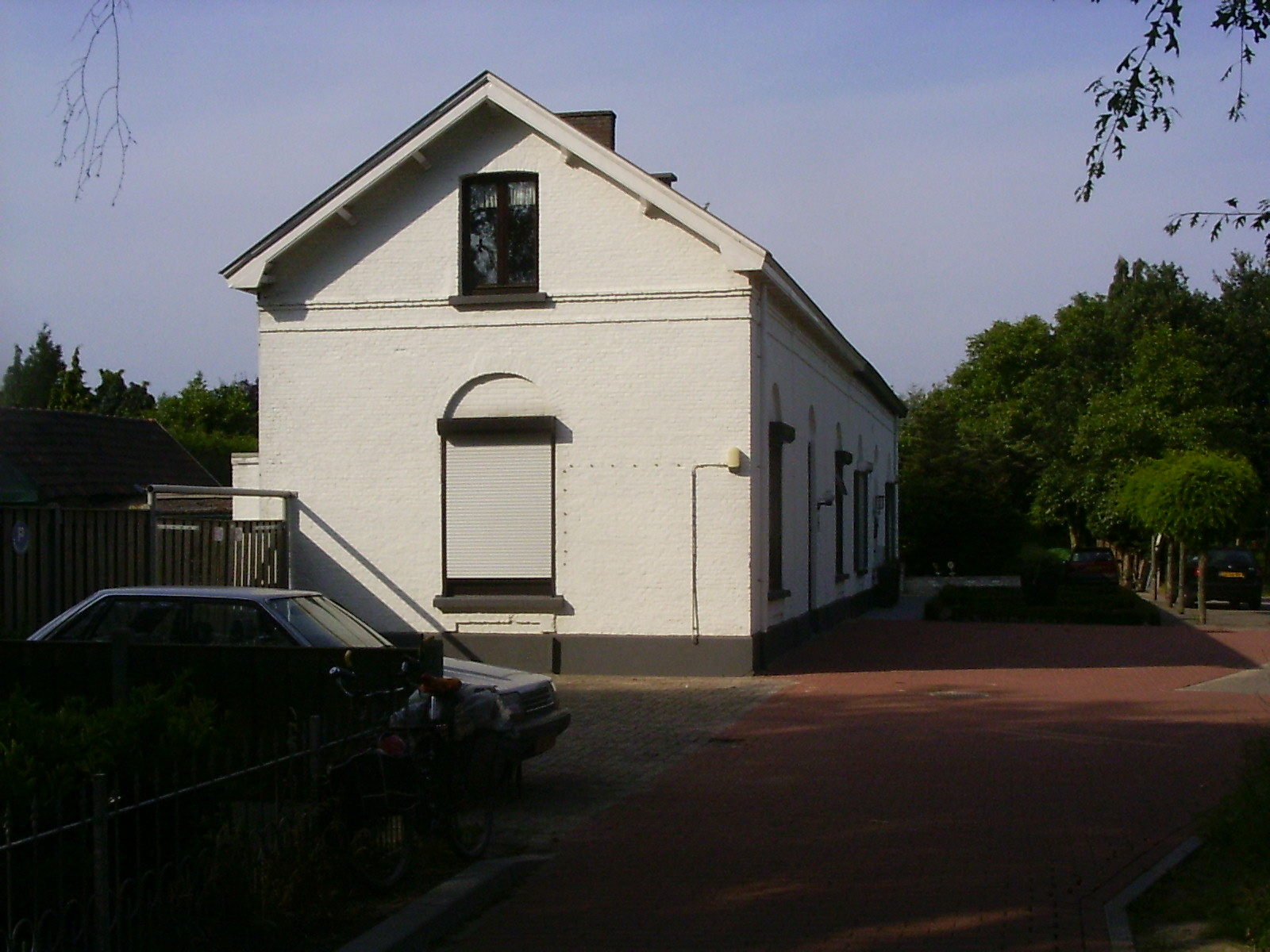
Wachtpost 16 in Alphen anno 2008.
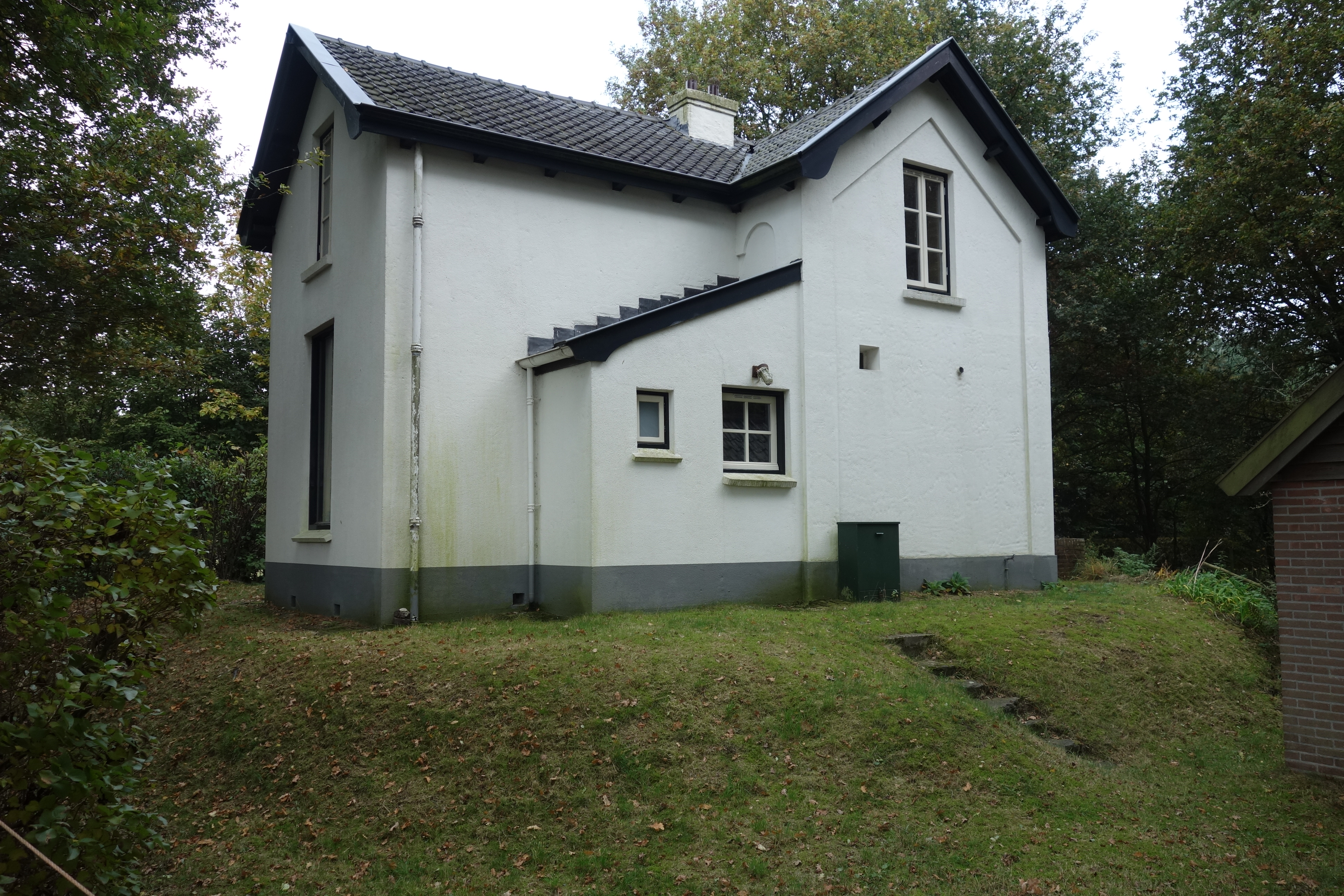
Voormalige wachtpost 26 anno 2016.
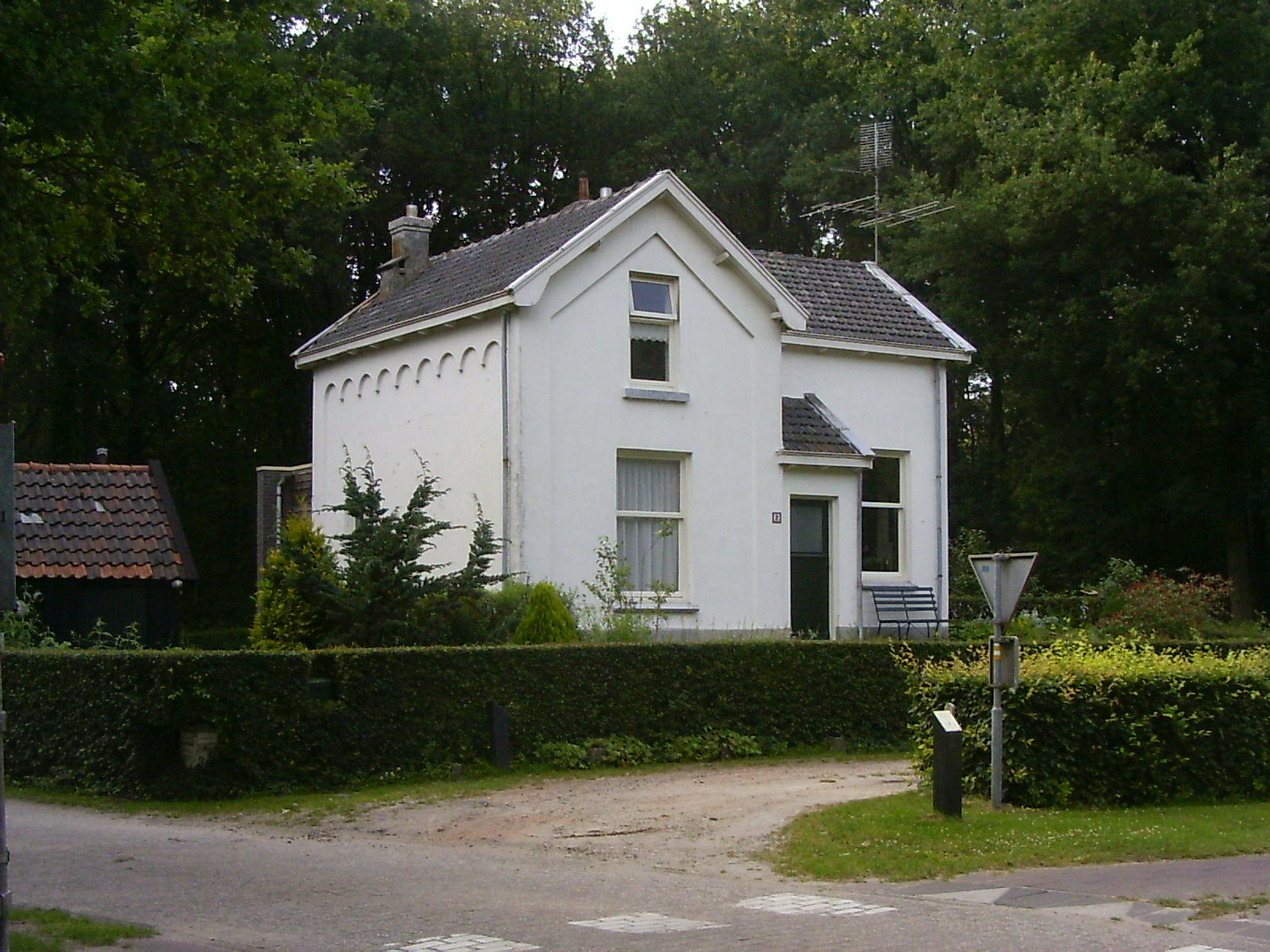
Voormalige wachtpost 18 anno 2008.
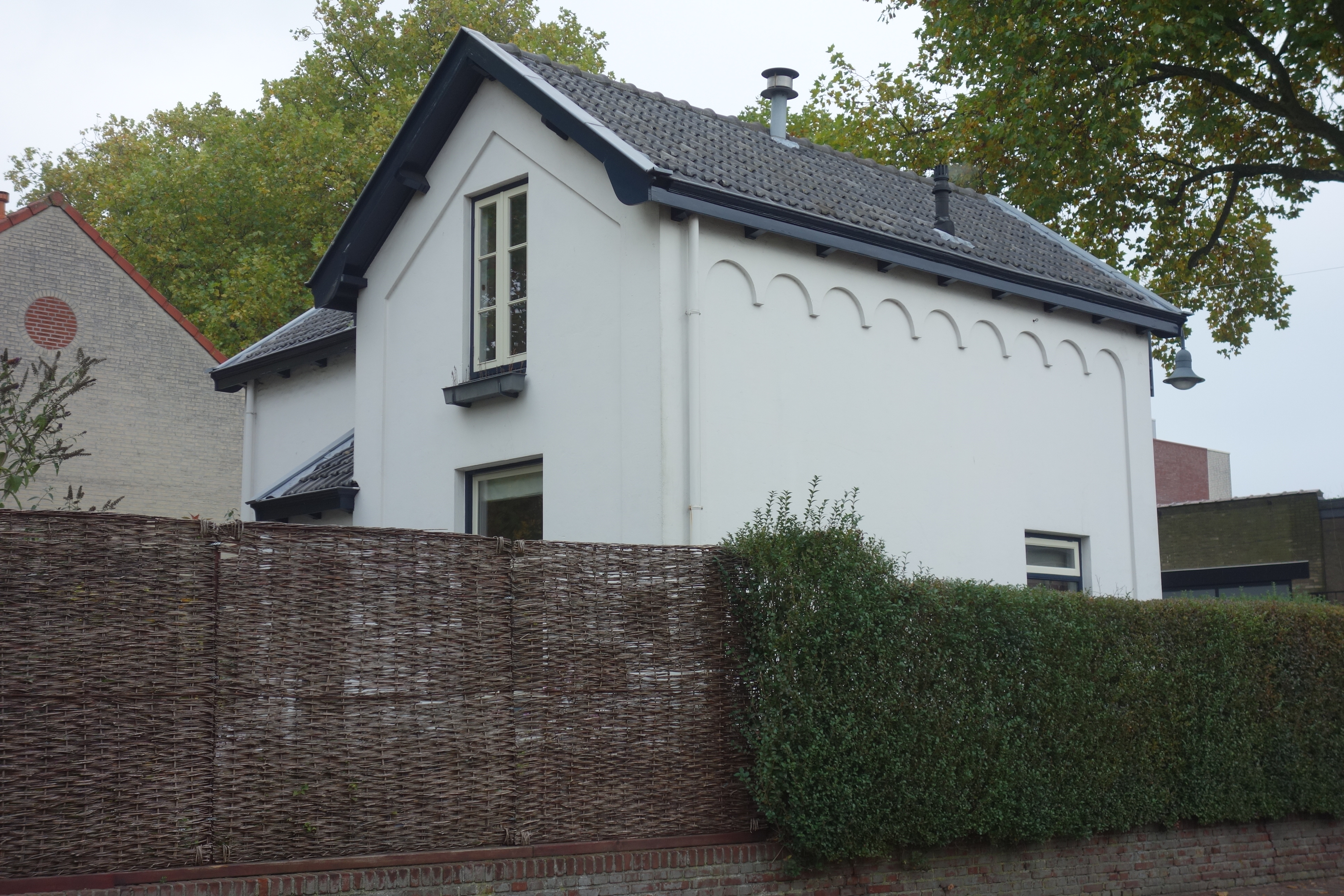
Voormalige wachtpost aan de Stationsstraat in Baarle-Nassau anno 2016.
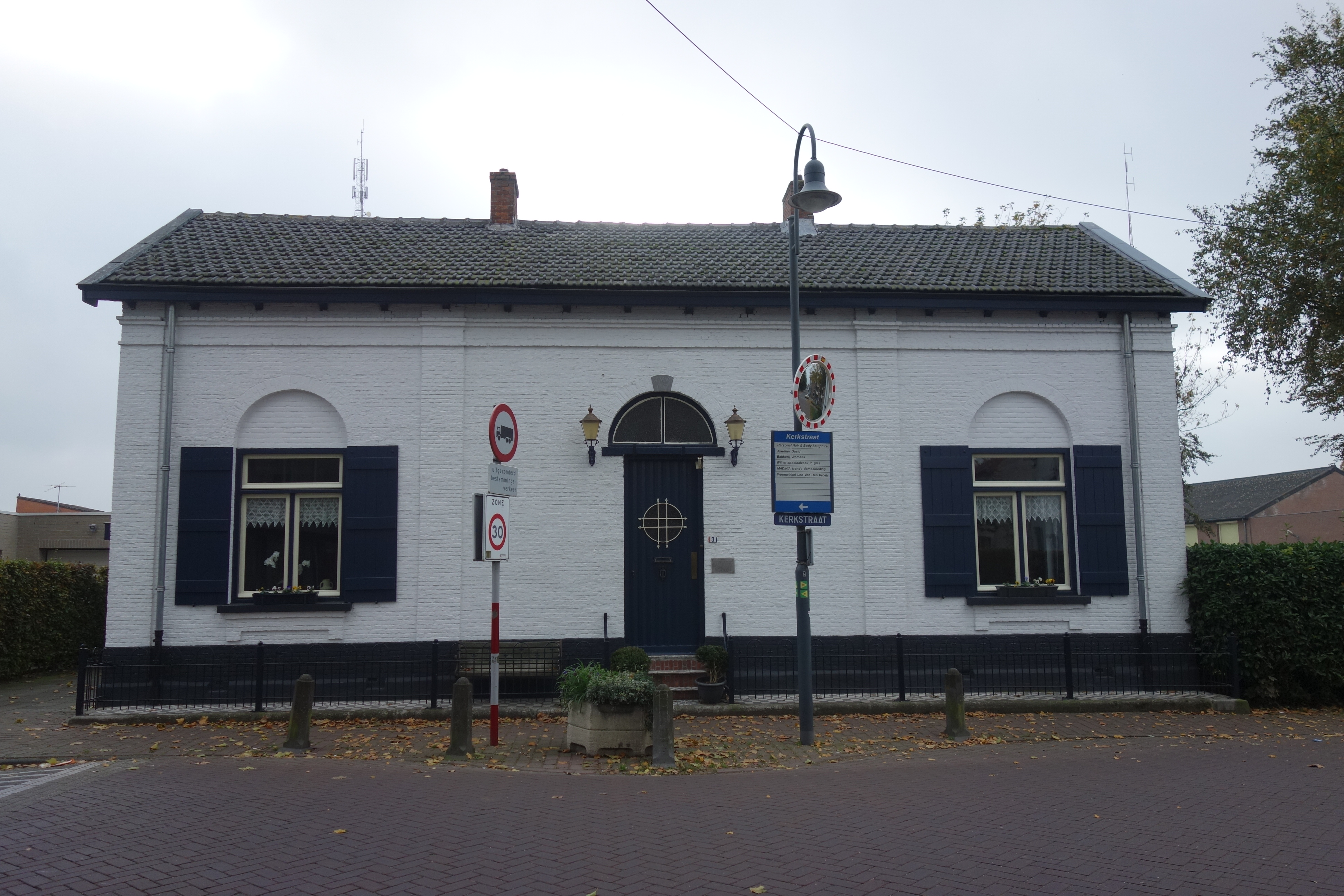
Bijgebouw in Baarle-Nassau aan de Stationsstraat.
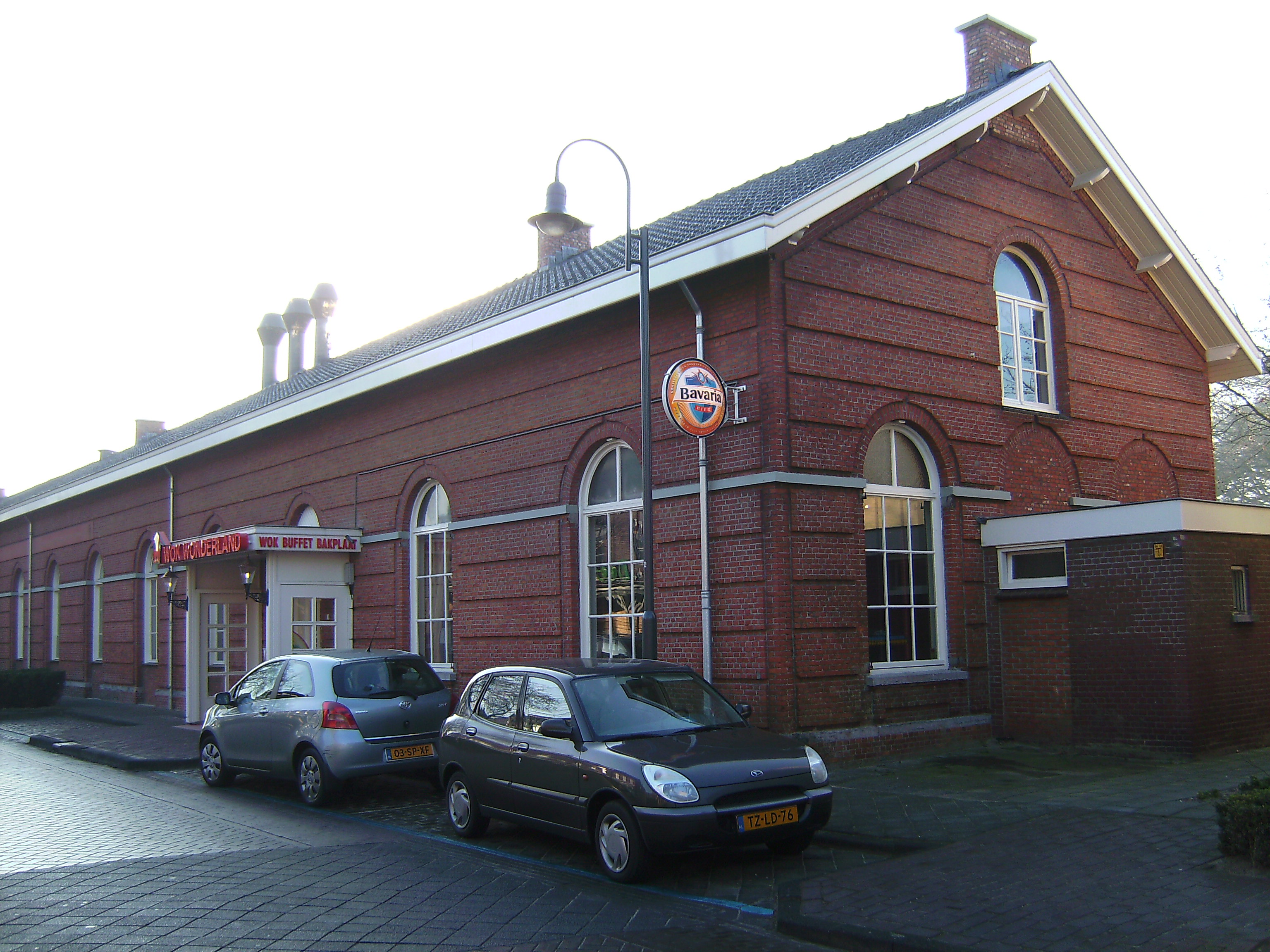
Station Baarle-Nassau anno 2007.
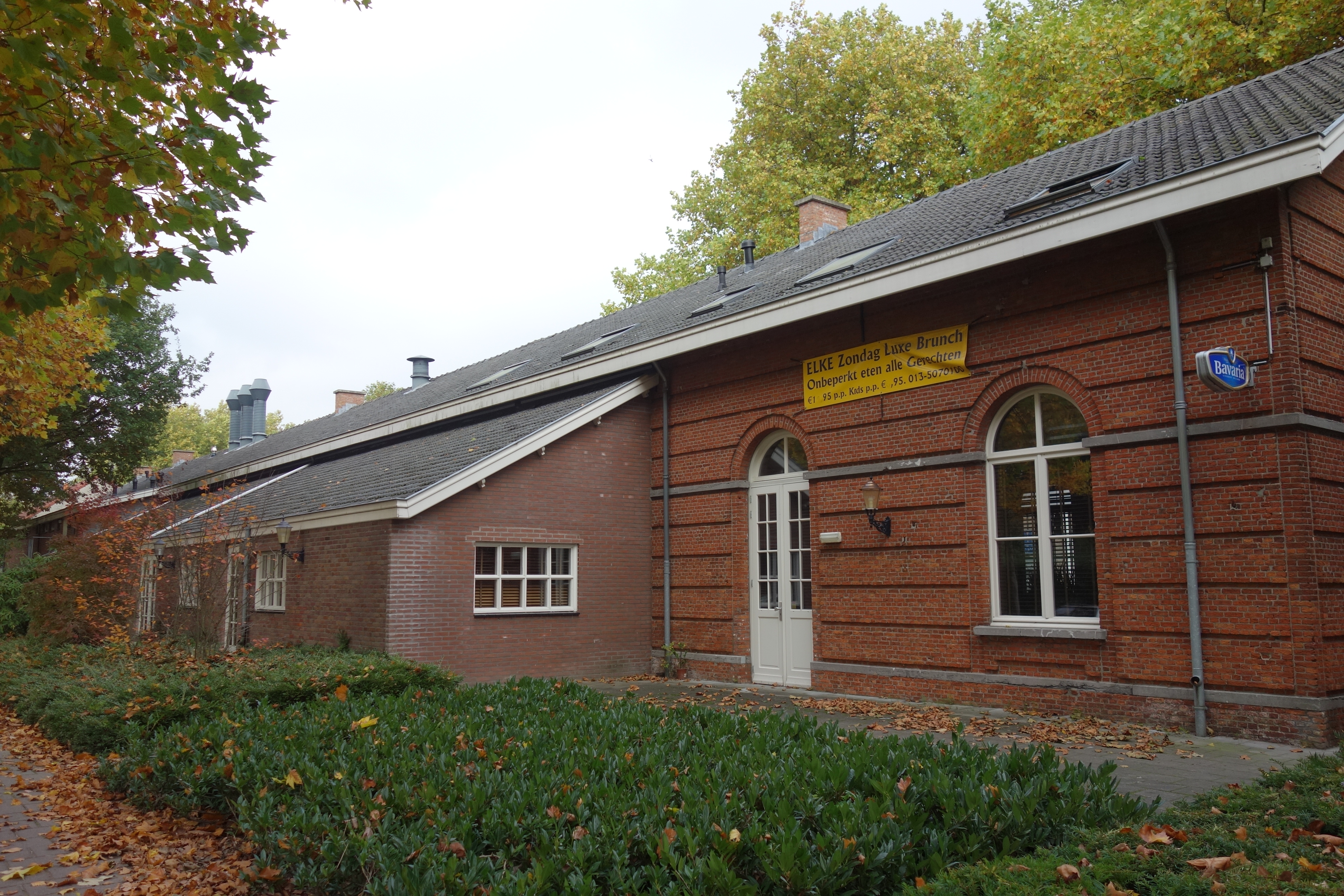
Station Baarle-Nassau anno 2016.
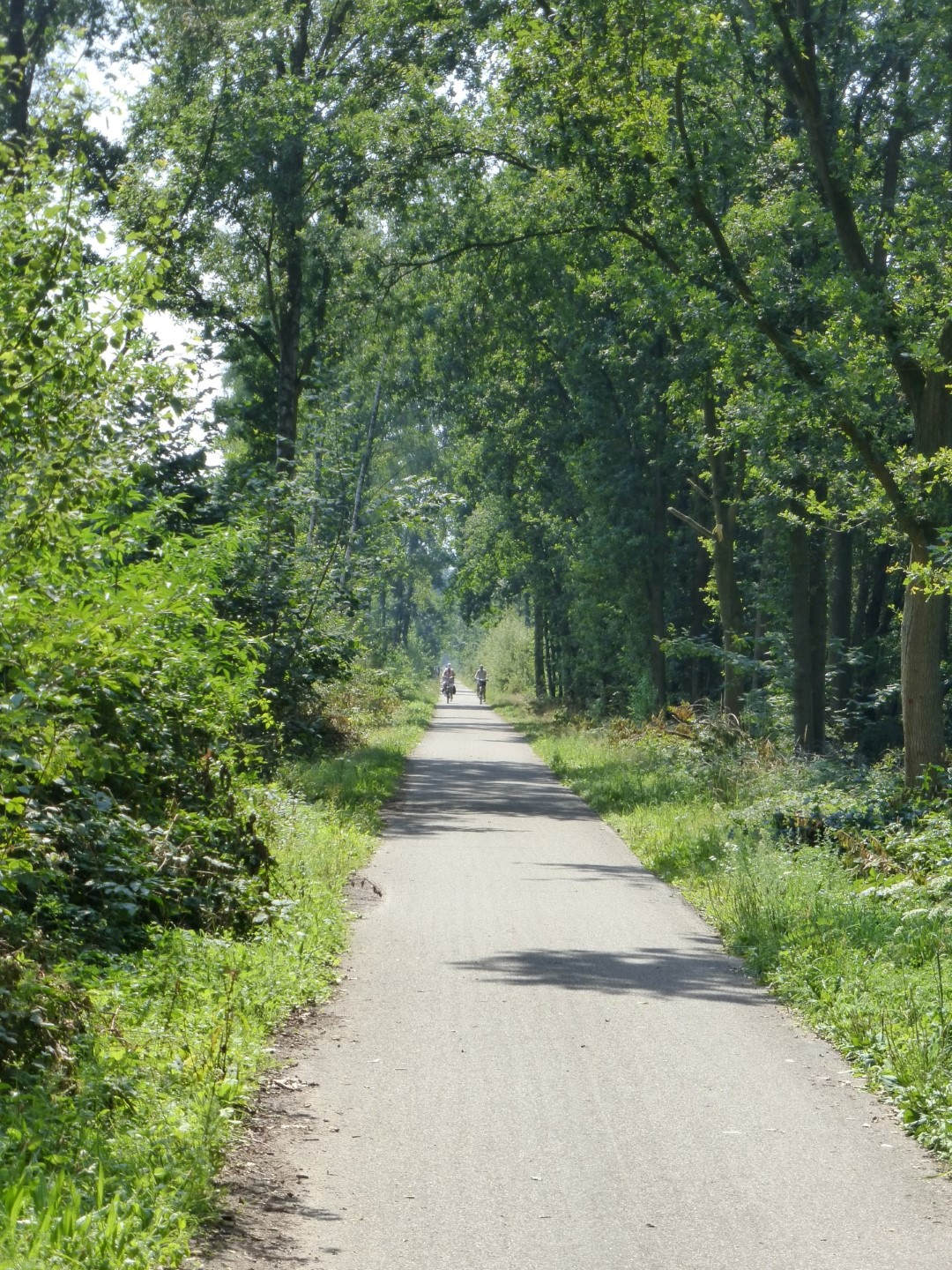
Voormalig tracé nabij Merksplas.
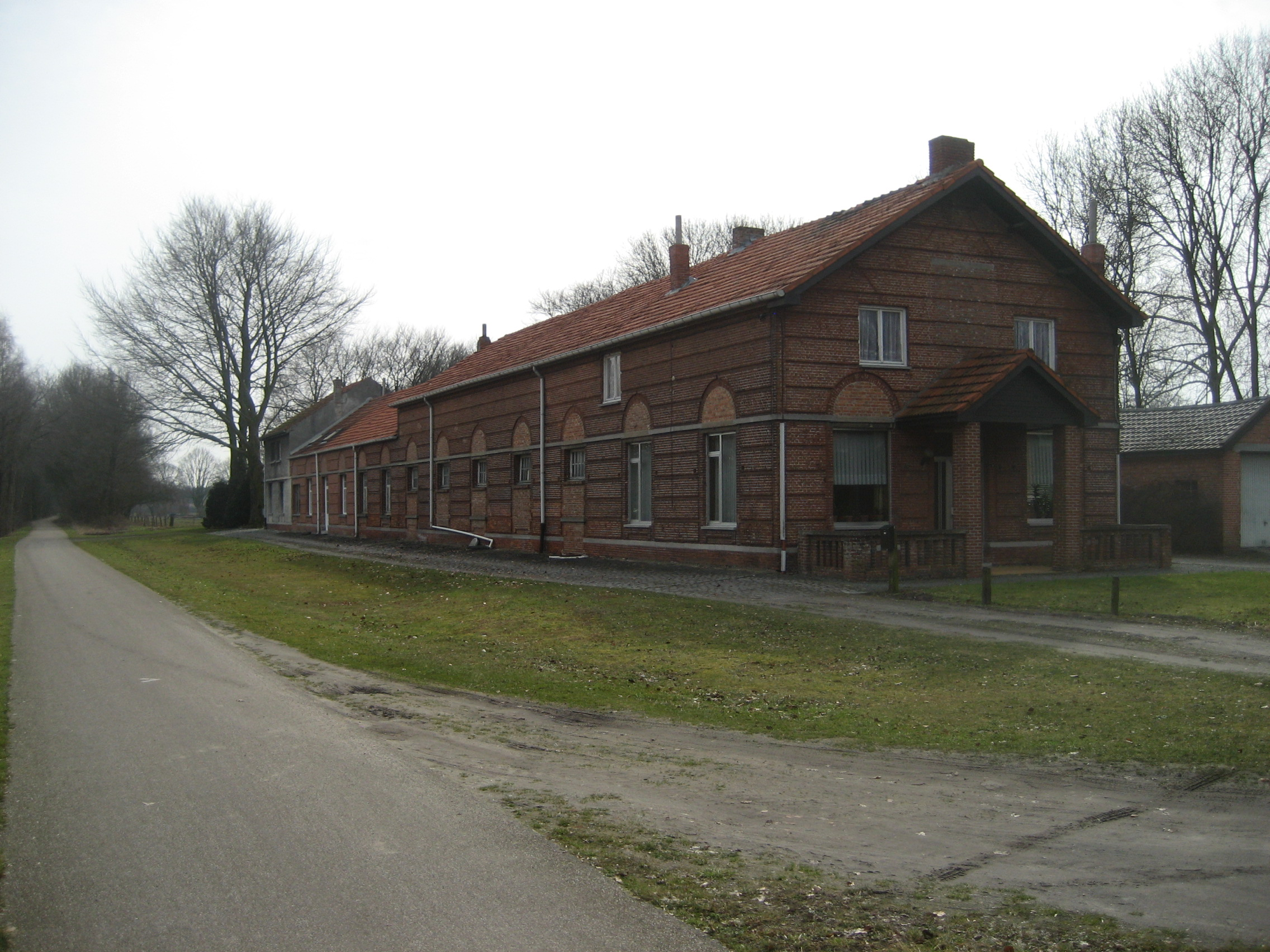
Station Weelde-Merksplas anno 2010.
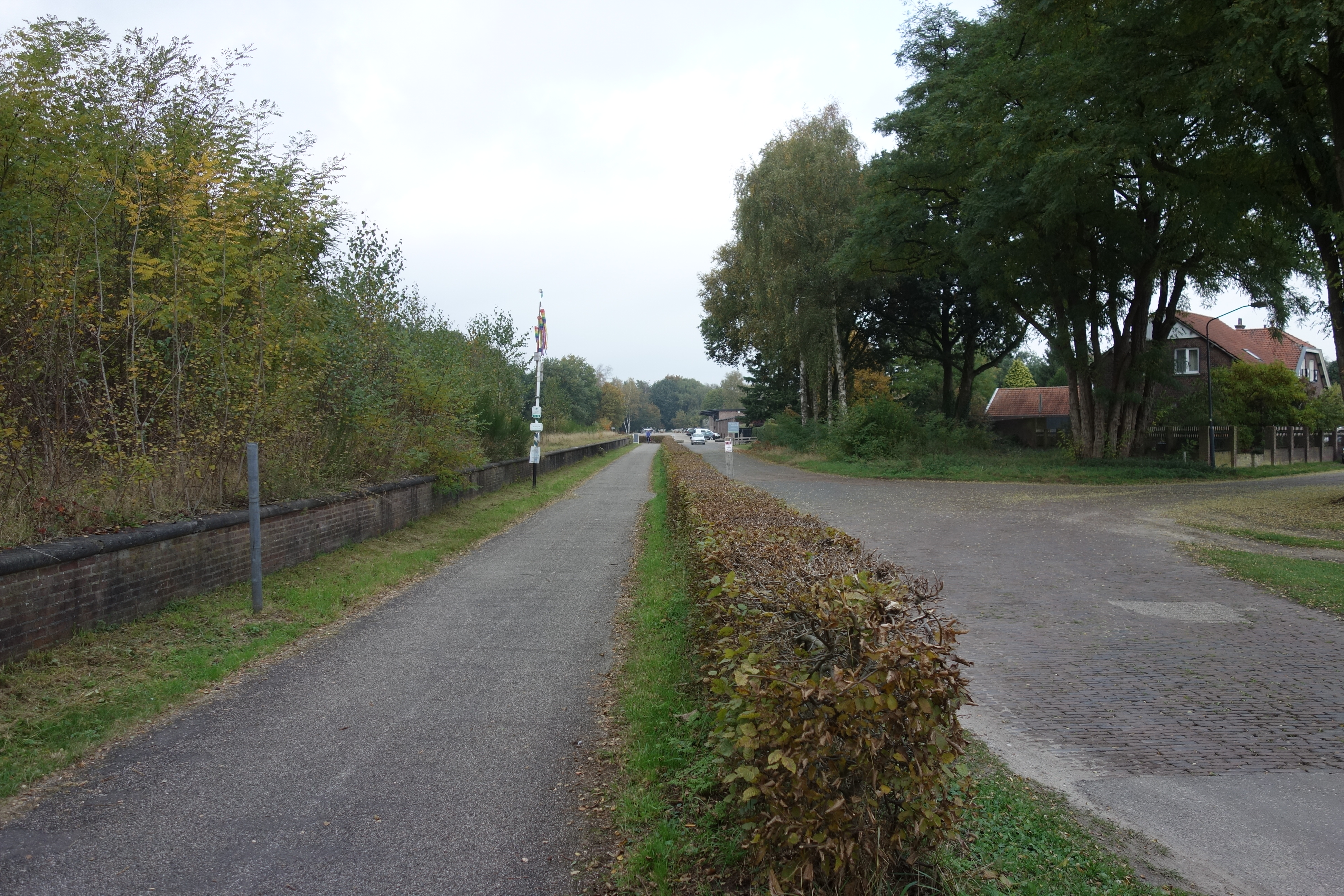
Links het perron van Station Baarle-Nassau Grens
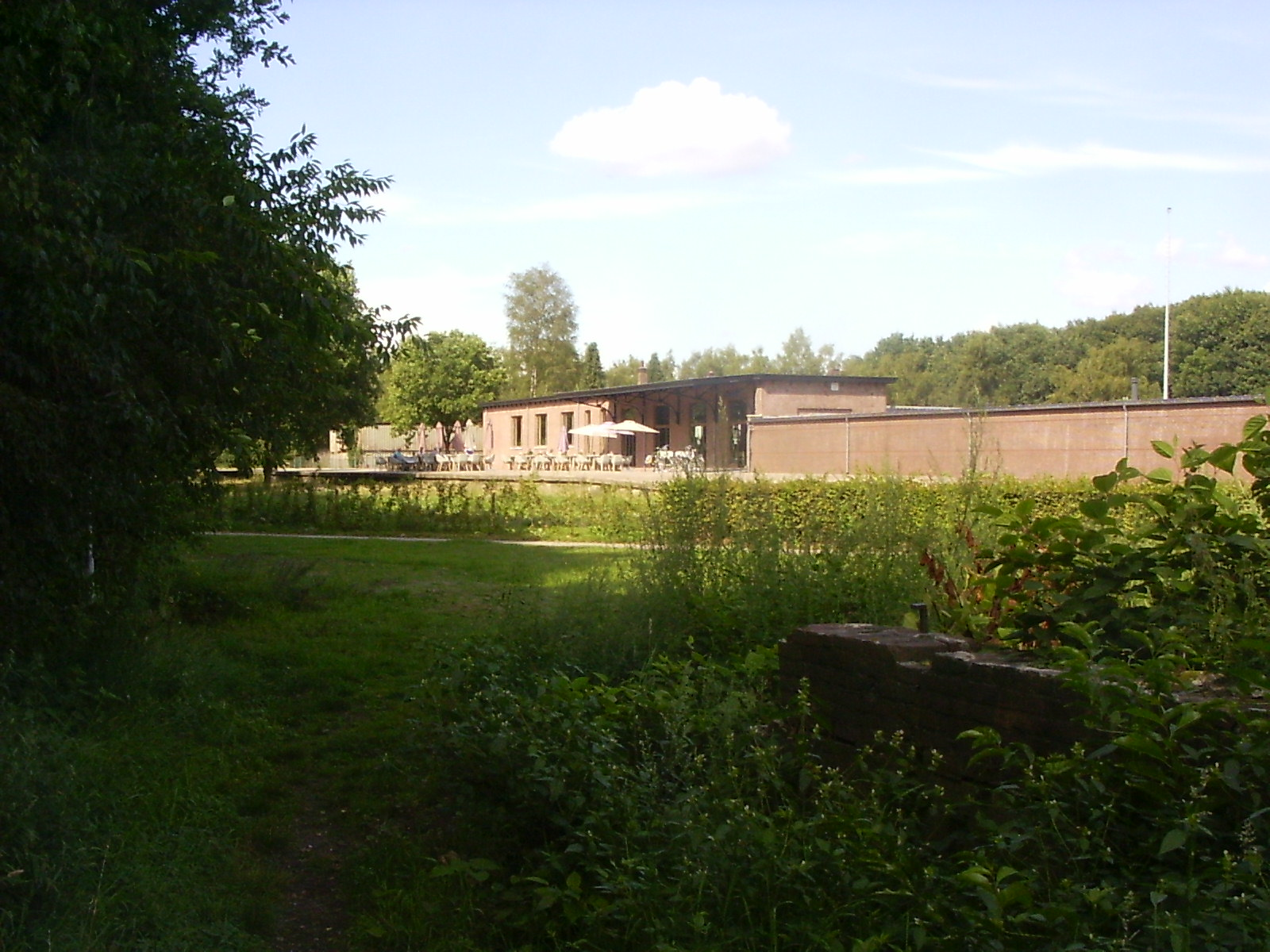
Goederenloods bij station Baarle-Nassau Grens anno 2017.
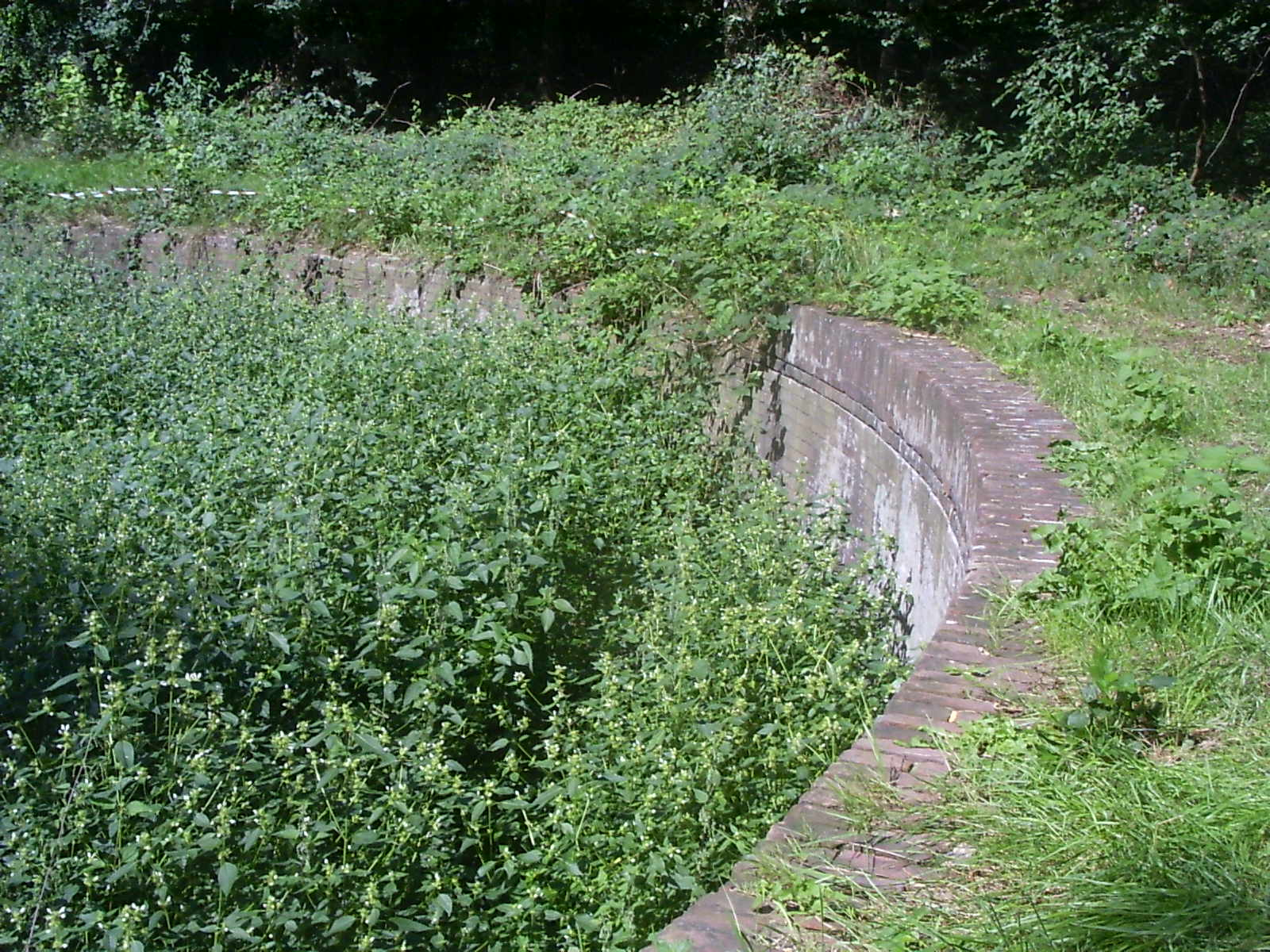
Restanten voormalige draaischijf nabij station Baarle-Nassau Grens anno 2017.
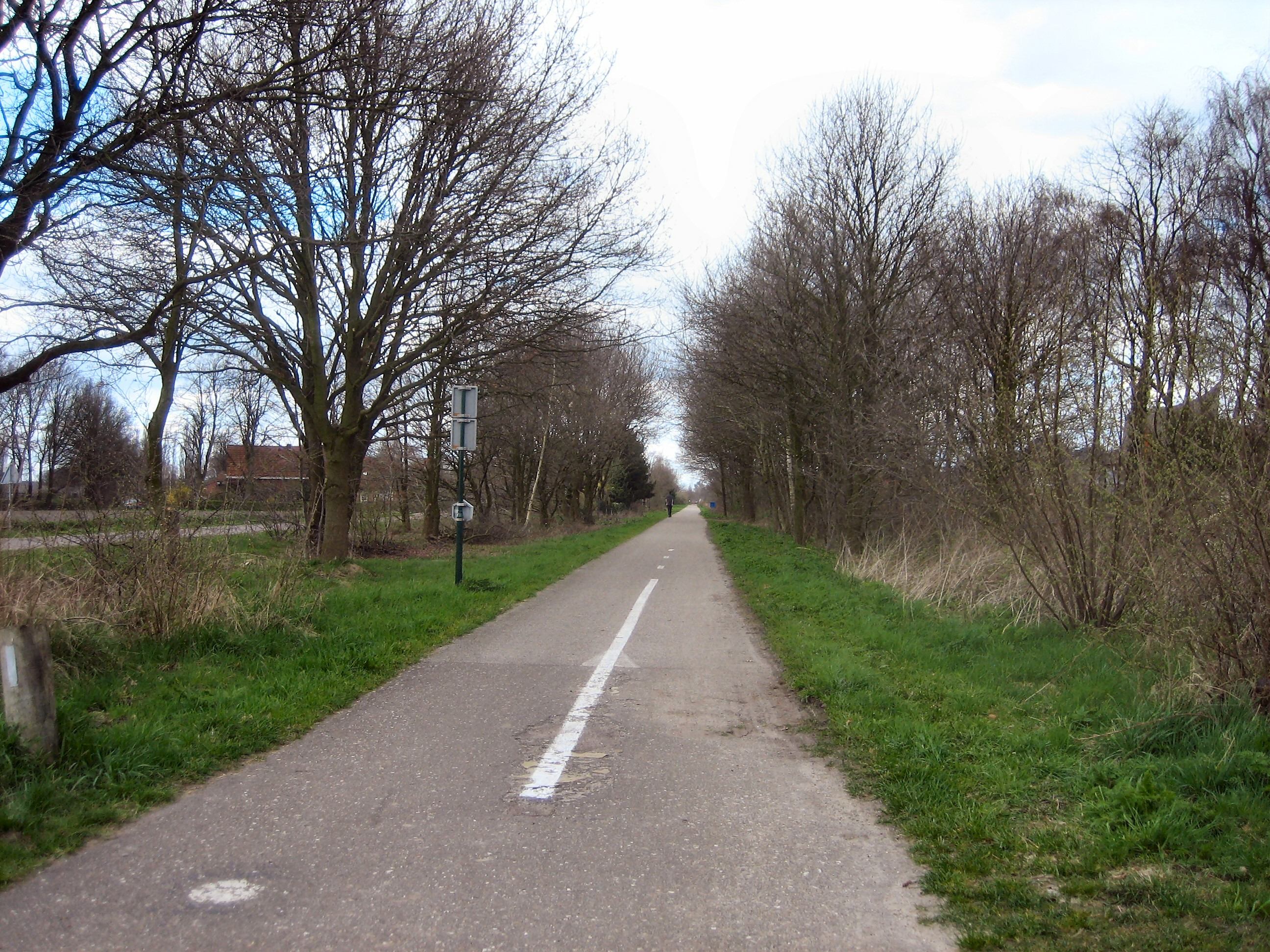
Voormalige tracé ten zuiden van Baarle-Nassau.
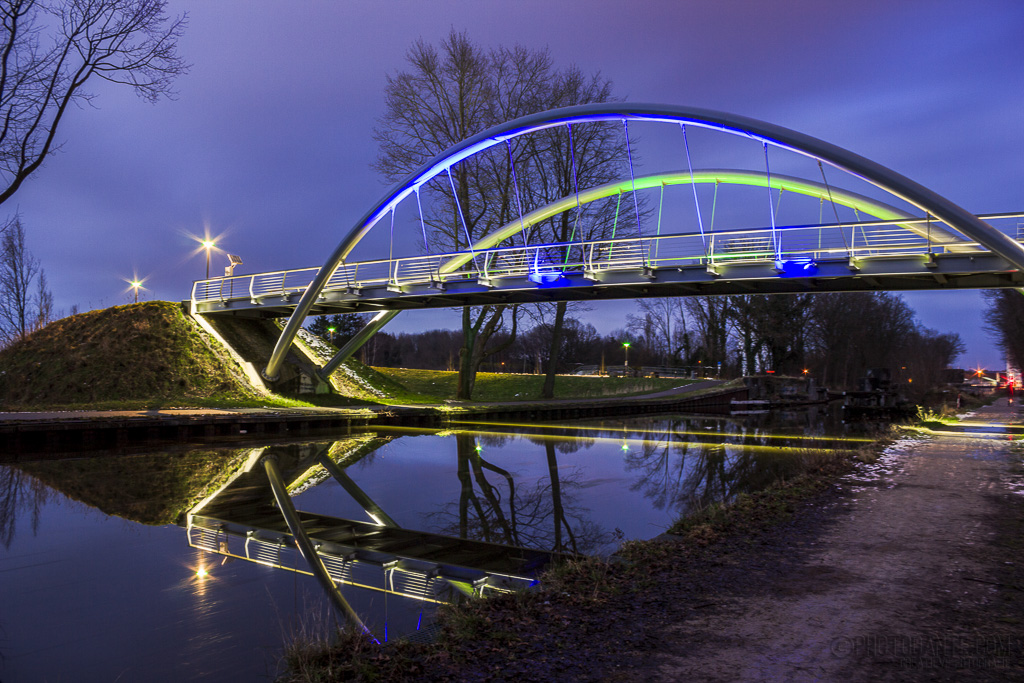
Vernieuwde fiets- en wandelbrug nabij Turnhout.
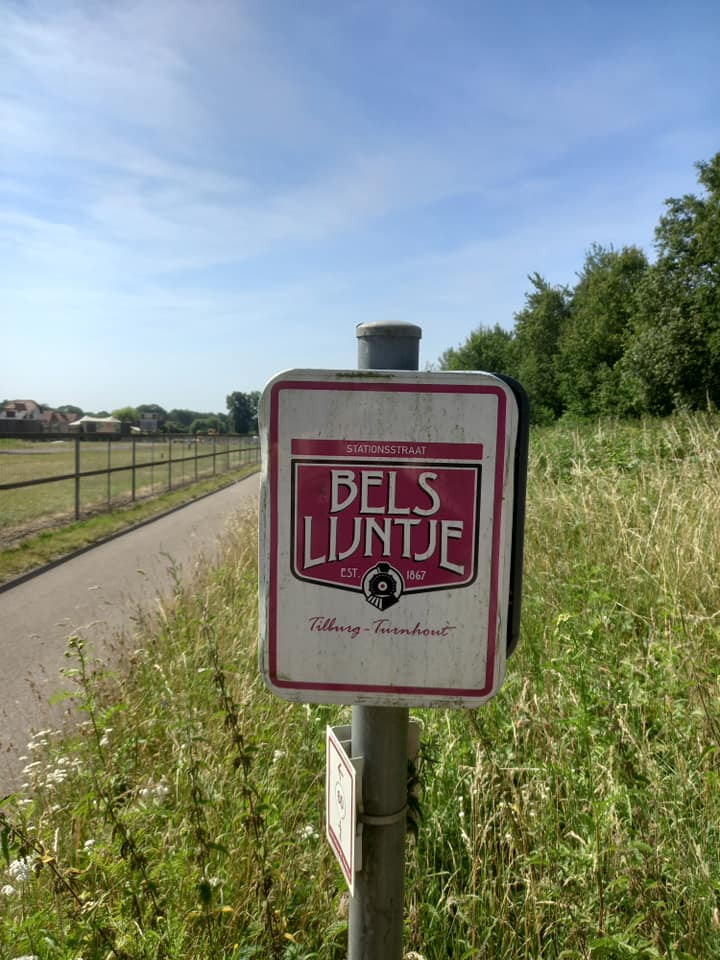
Bels Lijntje